# Драган Калинић
Драган Калинић (Сарајево, 19. септембар 1948) српски је политичар и хирург. Садашњи је предсједник Савеза за демократску Српску (СзДС). Бивши је предсједник Народне скупштине Републике Српске и предсједник Српске демократске странке (СДС). 

## Биографија
Гимназију и Медицински факултет завршио је у Сарајеву, а у Београду је специјализовао грудну хирургију. Вршио је дужност министра здравља у Влади Републике Српске. Био је предсједник Народне скупштине Републике Српске након првих избора одржаних по Дејтонском мировном споразуму, а затим и у трећем, петом и шестом сазиву.
Драган Калинић је 30. јуна 2004. године, са још око 60 функционера Српске демократске странке, разријешен свих политичких функција на основу одлуке високог представника за Босну и Херцеговину Педија Ешдауна укључујући и функције предсједника Народне скупштине Републике Српске и предсједника Српске демократске странке.
Дана 31. јануара 2010. искључен је из Српске демократске странке. Дана 21. априла 2010. основао је нову странку под називом Савез за демократску Српску (СзДС) чији је предсједник.